# Breidfeld
Breidfeld (en luxemburguès: Breedelt; en alemany: Breidfeld) és una vila de la comuna de Weiswampach, situada al districte de Diekirch del cantó de Clervaux. Està a uns 57 km de distància de la ciutat de Luxemburg.